# Maggböle träsk
Maggböle träsk är en sjö i Degerby i Ingå i Nyland. Sjöns area är 8,6 hektar och strandlinjen är 1,58 kilometer lång, den avvattnas genom Solbergån. Sjön  ingår i Finska vikens kustområde. 

## Etymologi
Av bebyggelsen Maggböle som kommer av personnamnet Magge som förekom som binamn i Ingå fram till och med 1500-talet, och böle som betyder nyodling.